# Tyler Henry
Tyler Henry Koelewyn (* 13. Januar 1996 in Hanford, Kalifornien, USA) ist eine amerikanische Reality-Show-Persönlichkeit, die in der Serie „Hollywood Medium mit Tyler Henry“ als „hellsichtiges Medium“ auftritt. Die Serie startete mit der Ausstrahlung im Januar 2016 im E! Television Network in den USA, und war E!'s größter Launch einer Serie ohne Drehbuch in den letzten drei Jahren mit 3,2 Millionen Zuschauern bei der dritten Folge. Im November 2016 veröffentlichte Henry seine ersten Memoiren als Buch: Zwischen zwei Welten: Unterricht von der anderen Seite (Between Two Worlds: Lessons from the Other Side).
Seine Kritiker behaupten, dass Henrys Readings mit trügerischen Cold-Reading-Techniken durchgeführt werden und nicht mit „psychischen“ Kräften. Sie kritisieren auch seine Fernsehsendung, da sie sich an Menschen richtet, die trauern und verletzlich sind, und sie zur Unterhaltung ausbeutet.

## Frühes Leben
Henry stammt aus Hanford, Kalifornien, einer kleinen ländlichen Stadt in der Nähe von Fresno.
Im Alter von zehn Jahren soll er bemerkt haben, dass er hellseherische Fähigkeiten habe. Nachdem er Schülern und Lehrern an der Hanford's Sierra Pacific High School, an der er ein beschleunigtes akademisches Programm absolvierte, readings gegeben hatte, wollte Henry zunächst das College besuchen und später Pfleger in einem Hospiz werden Allerdings wurde Henry bald „entdeckt“. Schon bald hatte er eine prominente Kundschaft aus Hollywood und danach einen Vertrag für eine Reality-TV-Show. Henry begann mit 19 Jahren, seine E! Fernsehserie zu drehen. Die Ausstrahlung der Sendung begann eine Woche nach seinem 20. Geburtstag. Henry begrüßt nach eigener Aussage die Skepsis gegenüber seiner Arbeit: „Ich bin damit zufrieden, dass Leute Fragen stellen“, sagte er dem Online-Magazin Fresno-Bee. Henry ist offen homosexuell.

## Karriere
Im November 2015 trat Henry in der populären Reality-Soap Keeping Up with the Kardashians auf.
Die erste Folge seiner Sendung „Hollywood Medium mit Tyler Henry“ wurde am 24. Januar 2016 bei E! erstmals ausgestrahlt. Nach einer erfolgreichen Premiere beauftragte E! Henry mit der Produktion von zwei weitere Folgen, so dass es in der ersten Staffel insgesamt 10 Folgen waren. Im März 2016 wurde bekannt gegeben, dass E! die Produktion einer zweiten Staffel der Show in Auftrag gegeben hatte. Seine Memoiren als Buch: „Between Two Worlds“ wurden 2016 veröffentlicht.
Henry gab in seinen Sendungen für eine Reihe von Prominenten readings, wie z. B. Nancy Grace, Alan Thicke, den pensionierten NBA-Spieler John Salley und die Schauspieler Monica Potter, Tom Arnold, Amber Rose, Jaleel White, die Kardashians, Carmen Electra, Matt Lauer, Chad Michael Murray, Rick Fox, Meghan Fox, Chrissy Metz, Kristin Cavallari, Bobby Brown, Roselyn Sanchez, Tom Arnold, Erika Jayne und viele mehr. Alan Thicke verstarb wenige Monate nach seinem reading in der Fernsehsendung mit Henry, was zum Gegenstand von vielen Medienberichten und heftigen Kontroversen wurde, da Henry angeblich Thicke in der Sendung vor seinem schwachen Herzen warnte.
Im Jahr 2016 veröffentlichte Henry seine Memoiren mit dem Titel Between Two Worlds: Lessons from the Other Side.
Im Februar 2018 druckte People.com einen Artikel vor der dritten Staffel von „Hollywood Medium“. Der Artikel enthielt ein Interview mit Henry über seine Fähigkeiten, die Entwicklung seiner „Kräfte“ und über sein reading für die 3. Staffel mit La Toya Jackson, die erst noch auf Sendung ging, in der er behauptete, Kontakt mit Michael Jackson gehabt zu haben.

## Tod von Alan Thicke
Am 13. Dezember 2016 starb die Berühmtheit Alan Thicke im Alter von 69 Jahren an einer Aortendissektion Einige Monate vor seinem Tod war Thicke in einem reading mit Henry für die Hollywood Medium TV-Show. Unter den vielen von Henry diskutierten Themen wurde die Sorge um mögliche Herzprobleme angesprochen:

„Wenn es um das Problem eines Familiengens geht, ist es möglich, dass es in Ihrer Familie mehrere Männer gibt, die sich in einem späteren Alter mit einem Blutdruckproblem, aber auch mit einem Herzgeräusch oder einer Herzrhythmusstörung befassen müssen, aber ich muss zu meinem Herzen gehen, was mit dem Blutdruck zusammenhängt. Also, behalte das im Hinterkopf, ich habe hier ein paar Leute, die mir ähnliches mitteilen und sagen, dass du dein eigenes Herz im Hinterkopf behalten sollst. Es gibt einen Mann, der sehr hartnäckig ist, der gestorben ist, er erkennt an, dass er an einem Herzproblem stirbt. Seine Botschaft ist, seien Sie nicht dickköpfig wie ich… es hätte behandelbar sein können, wenn wir davon gewusst hätten.“

Nach dem Tod von Thicke wurde dieser Teil seines readings von Henrys Fans als Beweis dafür herangezogen, dass Henry Thickes Tod tatsächlich vorhergesagt hatte. Verschiedene Nachrichtensender berichteten unkritisch darüber, einige mit sensationellen Schlagzeilen wie „Tyler Henry Eerily Predicts Alan Thicke's Death on Hollywood Medium“ („Tyler Henry sagt den Tod von Thicke in der TV-Show Hollywood Medium voraus“).
Die skeptische Aktivistin Susan Gerbic stellte in einem Artikel des Skeptical Inquirer vom 15. September 2017 die Behauptung in Frage, dass dies eine erfolgreiche psychische Vorhersage sei. In einer detaillierten Aufschlüsselung des gesamten readings berichtet Gerbic, dass Thicke unmittelbar nach den obigen Aussagen scherzte: „Danke, Doktor Henry, ich werde mir das zu Herzen nehmen.“ Gerbic berichtete, dass dies Henry dazu veranlasste, seinen Kopf zurückzuwerfen und zu lachen. Gerbic sagte: „Ich erwähne das, weil es so herzlos scheint (Wortspiel beabsichtigt), dass, wenn Henry WIRKLICH dachte, dass Thickes Herz nur ein paar Monate später ausfallen würde, er weniger leichtsinnig und eigentlich sehr streng gewesen wäre“, fuhr Gerbic fort:

„Denke daran, dass Henry wieder die Wahrscheinlichkeit benutzt hat. Die häufigste Todesursache für amerikanische Männer? Du hast es erraten: Herzerkrankungen… Meine Absicht bei dieser Untersuchung ist es, zu zeigen, dass es keine Beweise für eine Kommunikation mit den Toten gibt, alles, was gesagt wurde, war allgemein oder bearbeitet. Wenn dies ein so großartiger Fall der Vorhersage ist, dass jemand einen Anruf von der „anderen Seite“ erhält, um sein Herz untersuchen zu lassen, warum war es dann so vage? Ist Hollywood Medium schuld daran, dass Alan Thicke Henrys Vorhersage nicht ernst genommen hat?“